# Virgil van Dijk
Virgil van Dijk (* 8. Juli 1991 in Breda) ist ein niederländischer Fußballspieler. Der Abwehrspieler wird in der Innenverteidigung eingesetzt und steht seit Januar 2018 beim FC Liverpool in der Premier League unter Vertrag.
Mit Celtic Glasgow gewann er zweimal die Schottische Fußballmeisterschaft (2014, 2015) sowie den Schottischen Ligapokal (2015). Van Dijk gewann mit Liverpool die UEFA Champions League (2019) sowie den UEFA Super Cup 2019. Er wurde in diesem Jahr zu Europas Verteidiger des Jahres, zum UEFA-Spieler des Jahres („Europas Fußballer des Jahres“) gekürt. Auch erreichte er 2019 beim Ballon d’Or („Weltfußballer des Jahres“) und der Wahl zum FIFA-Weltfußballer des Jahres jeweils hinter Lionel Messi den 2. Platz.

## Verein

### Jugend in der Provinz Noord-Brabant
Virgil van Dijk, Sohn einer surinamischen Mutter und eines niederländischen Vaters, hatte 1997 mit dem Fußballspielen bei WDS'19 im Norden seiner Geburtsstadt Breda begonnen, bevor er nach vier Jahren zu Willem II Tilburg wechselte, rund 30 Kilometer östlich von Breda.

### FC Groningen
Am 1. Mai 2011 lief er, nun im Trikot des FC Groningen, erstmals im Profifußball auf, als er beim 4:2-Auswärtssieg gegen ADO Den Haag eingesetzt wurde. Die Groninger qualifizierten sich für die Play-offs um die Teilnahme an der zweiten Qualifikationsrunde zur UEFA Europa League. In der ersten Runde setzte sich der FC Groningen gegen Heracles Almelo durch und traf in der zweiten Runde erneut auf ADO Den Haag. Nach einem 1:5 in Den Haag erzielte Virgil van Dijk im Rückspiel in Groningen mit zwei Toren zu einer erfolgreichen Aufholjagd bei, der in der Egalisierung des Hinspielergebnisses mündete; im Elfmeterschießen setzte sich der FC Groningen durch. Am 30. Oktober 2011 schoss Virgil van Dijk beim 6:0-Sieg im Heimspiel gegen Feyenoord Rotterdam sein erstes Tor in der Eredivisie. Während der Saison 2011/12 zeigte er starke Leistungen, allerdings wurde im April bei ihm eine fortgeschrittene Bauchfellentzündung und Nierenvergiftung diagnostiziert, welches vom medizinischen Personal des FC Groningen und des Universitätsklinikums Groningen nicht erkannt wurde. Sportlich verlief die Saison der Groninger enttäuschend, als sie mit dem 14. Tabellenplatz mit sechs Punkten Vorsprung auf den 16. Platz den Klassenerhalt schafften.
Im Sommer 2012 kehrte er wieder in die Mannschaft zurück. Dabei bildete van Dijk mit Kees Kwakman das Innenverteidiger-Duo des FC Groningen, der sich für die Play-offs um die Teilnahme an der zweiten Qualifikationsrunde zur Europa League qualifizierte, dort allerdings in der ersten Runde gegen den FC Twente ausschied.

### Celtic Glasgow
Nach drei Jahren beim FCG wechselte van Dijk im Juni 2013 nach Schottland zu Celtic Glasgow. Er unterschrieb einen Vertrag über vier Jahre, nachdem er aus seinem Kontrakt mit Groningen herausgekauft worden war. Mit Celtic gewann van Dijk im ersten Jahr der Vereinszugehörigkeit die schottische Meisterschaft. In der Saison darauf gewann er mit der Mannschaft das kleine Double mit dem Meistertitel und dem Ligapokal.

### FC Southampton
Im September 2015 wechselte er für eine Ablösesumme von 13 Millionen Pfund zum englischen Erstligisten FC Southampton, der von seinem Landsmann Ronald Koeman trainiert wurde. Van Dijk äußerte 2017 den Wunsch zu einem anderen Top-Klub innerhalb der Premier League zu wechseln. Der FC Southampton sah dies gar nicht gerne und verdonnerte van Dijk zum Einzeltraining.

### FC Liverpool
Zum 1. Januar 2018 wechselte van Dijk zum FC Liverpool. Nach Angaben des FC Southampton zahlte der FC Liverpool die bis dahin höchste Ablösesumme für einen Abwehrspieler mit geschätzten  75 Millionen Pfund (zu diesem Zeitpunkt rund 84,5 Millionen Euro), wodurch van Dijk auch zu einem der bis dahin teuersten Spieler der Fußballgeschichte wurde. Bei seinem Debüt am 5. Januar 2018 in der dritten Hauptrunde des FA Cups erzielte er in der 84. Spielminute den 2:1-Siegtreffer im Merseyside Derby gegen den FC Everton.
Am 29. August 2019 wurde Virgil van Dijk zu Europas Verteidiger des Jahres gewählt und gewann mit 305 Punkten vor Lionel Messi (207 Punkte) und Cristiano Ronaldo (74 Punkte) die Wahl zum UEFA-Spieler des Jahres („Europas Fußballer des Jahres“). Van Dijk wurde sowohl am 24. September 2019 bei den The Best FIFA Football Awards von der FIFA als auch am 2. Dezember 2019 bei der Verleihung des Ballon d’Or von France Football zum zweitbesten Spieler der Welt gewählt, in beiden Fällen hinter dem erstplatzierten Messi und noch vor dem drittplatzierten Cristiano Ronaldo. Am 21. Dezember gewann er mit Liverpool die FIFA-Klub-Weltmeisterschaft 2019 beim 1:0-Sieg n. V. gegen Flamengo Rio de Janeiro.
In der Saison 2019/20 gewann Van Dijk mit Liverpool seine erste englische Meisterschaft. 
Am 13. August 2021 hat Van Dijk seinen aktuellen Vertrag mit dem FC Liverpool um vier Jahre verlängert, welcher nun bis 2025 läuft. Vor seinem Vertragsende unterzeichnete Van Dijk im April 2025 eine weitere Verlängerung bis 2027.

## Nationalmannschaft
Virgil van Dijk gab für die niederländische U21-Nationalmannschaft am 14. November 2011 im EM-Qualifikationsspiel in Nijmegen gegen Schottland sein Debüt.
Am 10. Oktober 2015 lief er unter Bondscoach Danny Blind beim 2:1-Sieg im EM-Qualifikationsspiel in Astana gegen Kasachstan erstmals für die niederländische A-Nationalmannschaft auf. Die Europameisterschaft 2016 in Frankreich wurde nach einer 2:3-Niederlage im letzten Spiel in Amsterdam gegen Tschechien verpasst. Auch für die Weltmeisterschaft 2018 in Russland konnte er sich mit der Elftal nicht qualifizieren. Unter Danny Blind und seinem zwischenzeitlichen Nachfolger Dick Advocaat, der allerdings nach der verpassten Qualifikation zurücktrat, kam van Dijk in der Qualifikation zu sechs Einsätzen. Der neue Trainer Ronald Koeman ernannte Virgil van Dijk zum neuen Kapitän der niederländischen Nationalmannschaft.
In der Liga A in der UEFA Nations League 2018/19 spielte van Dijk während der Gruppenspiele u. a. gegen Weltmeister Frankreich und Deutschland und trug mit seinem Tor zum 2:2-Ausgleich im letzten Spiel gegen Deutschland zum Gruppensieg bei. In den Final Four erreichten die Niederlande das Finale, das jedoch gegen Portugal verloren wurde.
In der Qualifikation zur Europameisterschaft 2021 qualifizierte sich Virgil van Dijk mit der Elftal als Gruppenzweiter für die weiteren Spiele.
Bei der Europameisterschaft 2024 erreichte die niederländische Mannschaft mit van Dijk als Kapitän das Halbfinale, wo sie durch ein Tor in der Nachspielzeit an England scheiterte.

## Titel und Auszeichnungen
International
- Champions-League-Sieger: 2019
- Klub-Weltmeister: 2019
- UEFA-Super-Cup-Sieger:  2019

Schottland
- Meister (2): 2014, 2015
- Ligapokalsieger: 2015

England
- Meister (2): 2020, 2025
- Pokalsieger: 2022
- Ligapokalsieger (2): 2022, 2024
- Supercupsieger: 2022

Persönliche Auszeichnungen
- Ballon d’Or (France Football): 2. Platz 2019, 16. Platz 2022
- FIFA-Weltfußballer des Jahres: 2. Platz 2019
- UEFA-Spieler des Jahres („Europas Fußballer des Jahres“): 2019
- Englands Fußballer des Jahres der Spielergewerkschaft PFA: 2019 (Spielerwahl)
- Premier-League-Spieler der Saison: 2019
- FIFA FIFPro World XI (2): 2019, 2020
- UEFA Team of the Year (3): 2018, 2019, 2020
- PFA Team of the Year: 2018/19 (Premier League)
- Premier League Player of the Month (1): Dezember 2018